# Микиша Михайло Венедиктович
Мики́ша Миха́йло Венеди́ктович (нар. 6 червня 1885, Миргород — пом. 20 листопада 1971, Київ) — український співак (тенор) та педагог. Соліст Київського, Харківського театрів опери та балету, Большого театру в Москві. Професор Київської консерваторії. Народний артист УРСР (1971). Батько Тараса Михайловича Микиші, українського піаніста та композитора.

## Життєпис
Микиша Михайло Венедиктович народився 6 червня 1885 року (за старим стилем — 25 травня) у місті Миргороді. Спочатку навчався в Миргородській художньо-промисловій школі ім. М. Гоголя, у 1904–1910 — у Київській музично-драматичній школі М. Лисенка (в класі співу Олександра Пилиповича Мишуги).
Співав у театрі Миколи Садовського (1910–1914), Київській міській опері (1914–1922), Большому театрі (Москва, 1922–1931), Харківському (1931–1942) і Київському (1942–1944) театрах опери та балету. З 1919 року — керівник новоствореного українського театру «Музична драма».
З 1937 викладав у Харківській консерваторії. 1941 року репресований, висланий до Сибіру.
З 1944 року викладав у Київській консерваторії. У 1946 році отримав звання професора (серед учнів А. Сердюк). У 1971 році було видано його книгу «Практичні основи вокального мистецтва».
Помер у Києві 20 листопада 1971 року, похований на Байковому кладовищі. У Миргороді його ім'ям названо вулицю. На будинку по Паньківській вулиці у Києві, де він жив, встановлено меморіальну дошку.

## Творчість

Меморіальна дошка у Києві

Михайло Микиша мав сильний, виразний, широкого діапазону голос, здобув славу виконавця гостродраматичних ролей. Велике місце у репертуарі співака займали твори М. Лисенка, а партнерами по співу були Марія Литвиненко-Вольгемут, Федір Шаляпін і ін.

### Репертуар
- Андрій («Запорожець за Дунаєм» С. Гулака-Артемовського)
- Петро, Левко («Наталка Полтавка», «Утоплена» М. Лисенка)
- Радамес («Аїда» Джузеппе Верді)
- Йонтек («Галька» Станіслава Монюшка)
- Єник («Продана наречена» Бедржиха Сметани)
- Туррідо («Сільська честь» П'єтро Масканьї)
- Герман («Пікова дама» П. Чайковського)
- Голіцин («Хованщина» М. Мусоргського)
- Гришка Кутерма («Сказання про невидимий град Кітеж» М. Римського-Корсакова)
- Ірод («Саломея» Ріхарда Штрауса)